# Lablachère
Lablachère é uma comuna francesa na região administrativa de Auvérnia-Ródano-Alpes, no departamento de Ardèche. Estende-se por uma área de 26,38 km². Em 2010 a comuna tinha 2 209 habitantes (densidade: 83,7 hab./km²).